# Melsomvik
Melsomvik är en tätort i Sandefjords kommun i Vestfold fylke i sydöstra Norge. Orten ligger vid fylkesväg 303, på västra sidan av Tønsbergfjorden, öster om tätorten Stokke.
Tidigare har orten tillhört dåvarande Stokke kommun.